# Klinikum Altenburger Land
Das Klinikum Altenburger Land ist ein Akutkrankenhaus mit Sitz in Altenburg in Thüringen sowie dem Standort Schmölln. Des Weiteren ist es ein Akademisches Lehrkrankenhaus der Universitäten Jena und Leipzig mit regionalem (intermediärem) Versorgungsauftrag.

## Geschichte
Der Bau des Klinikums wurde im Jahr 1990 beschlossen, die Planungen begannen 1993. Der Betrag für den Kauf des Grundstücks, zehn Millionen D-Mark, stammte aus dem Vermögen der ehemaligen SED. Am 16. Juli 1997 wurde das Klinikum Altenburger Land schließlich eröffnet.
In den folgenden Jahren kamen weitere Abteilungen dazu, zudem wurden jährlich fast dreißig neue Pflegekräfte ausgebildet. Das Medicum wurde im Januar 2013 eröffnet. Dadurch wurde es möglich, den Bewohnern der Region unter anderem eine ambulante Strahlentherapie anzubieten und ihnen lange Anfahrtswege zu den Kliniken in Gera oder Zwickau zu ersparen. Im Medicum sind seither alle ambulanten Angebote des Klinikums zusammengefasst.
Das im Medicum untergebrachte Medizinische Versorgungszentrum (MVZ) und weitere Tochtergesellschaften des Klinikums, so auch die im Jahr 2013 gegründete Gesellschaft für Rehabilitation und Prävention (RTP) oder die Schmöllner Heimbetriebsgesellschaft, hatten zunächst Schwierigkeiten, effizient zu wirtschaften. Im Jahr 2015 konnten dann aber erstmals alle Tochtergesellschaften des Klinikums positive Jahresbilanzen vorlegen. Insgesamt setzte das Klinikum in diesem Jahr 70 Millionen Euro um und erwirtschaftete einen Überschuss von 497.000 Euro. Für die Instandhaltung der Gebäude, die Gewährleistung des Krankenhausbetriebs und notwendige Investitionen ist die Klinik auf Finanzierung von Seiten des Landes Sachsen angewiesen, wofür jährlich zwischen 650.000 und 980.000 Euro zur Verfügung gestellt werden.
2015 wurde am Standort Schmölln eine Palliativstation eröffnet.  Im Jahr 2016 wurde die ambulante Praxis für Strahlentherapie an private Investoren verkauft.
2018 wurden die Planungen für einen Neubau aufgenommen, um die Angebote des Klinikums entscheidend zu erweitern. Dafür erstand das Klinikum eine 1,6 ha große Fläche nördlich des Haupthauses. Im Jahr 2019 wurde die Notaufnahme des Klinikums aus- und umgebaut, um das Versorgungsangebot auszuweiten, hierfür wurde ein Budget von 1,1 Millionen Euro veranschlagt. Im Jahr 2020 wurde das technische Equipment der Klinik um ein transportfähiges 3D-C Bogenröntgengerät erweitert, zudem wurde in Beatmungsgeräte, Infusionstechnik und elektrisch verstellbare Betten investiert. Die Palliativstation am Schmöllner Standort wurde 2022 wegen Personalmangels geschlossen; die palliativmedizinische Versorgung soll am Altenburger Standort weiterhin vorgehalten werden.
Mittlerweile ist das Klinikum der größte Arbeitgeber im Landkreis Altenburger Land.

## Abteilungen und Einrichtungen
Das Klinikum Altenburger Land hat 447 Betten und beschäftigt rund 1250 Mitarbeiter (Stand: Ende 2022). Es ist damit einer der größte Arbeitgeber des Landkreises Altenburger Land. Hier werden im Jahresdurchschnitt 42.000 Patienten behandelt, davon rund 19.000 stationär.

### Kliniken und Fachbereiche
Das Klinikum Altenburger Land unterhält 6 Fachabteilungen mit 12 Kliniken.
Klinikstandort Altenburg
- Klinik für Allgemein-, Viszeral-, Gefäß- und Thoraxchirurgie, Proktologie
- Klinik für Anästhesiologie, Intensivmedizin und Schmerztherapie
- Klinik für Innere Medizin I (Angiologie)
- Klinik für Innere Medizin II (Hämatologie, Onkologie, Endokrinologie, Diabetologie, Nephrologie)
- Klinik für Frauenheilkunde und Geburtshilfe
- Klinik für Gastroenterologie / Hepatologie
- Klinik für Kardiologie und Internistische Intensivmedizin
- Klinik für Kinder- und Jugendmedizin, Neonatologie
- Klinik für Neurologie/Neurologische Intensivmedizin
- Klinik für Psychologie/Klinische Neuropsychologie
- Klinik für Radiologie, Interventionsradiologie und Neuroradiologie

### Medizinische Zentren
Das Klinikum unterhält drei medizinische Zentren.
- Onkologisches Zentrum (zertifiziert)
- Darmkrebs-Zentrum
- EndoProthetik-Zentrum (zertifiziert)

### Tochtergesellschaften
- Medizinische Versorgungszentren (MVZ)
- Klinik für Ambulante Rehabilitation
- Krankenpflegeschule
- Interdisziplinäre Frühförderung Schmölln
- Schmöllner Heim Betriebsgesellschaft
- Krankenhaus-Service-Gesellschaft
- Kindergarten Bärenstark